# Mahajenahalli, Harihar
Mahajenahalli là một làng thuộc tehsil Harihar, huyện Davanagere, bang Karnataka, Ấn Độ.